# Cratere Marienbad
Marienbad è un cratere sulla superficie di Gaspra.